# Jens Kirkegaard
Hans Trier Hansen (Lindum, 1889. június 1. – Randers, 1966. április 20.) olimpiai ezüstérmes dán tornász.
Az 1912. évi nyári olimpiai játékokon indult tornában és a svéd rendszerű csapat összetettben ezüstérmes lett.
Klubcsapata a Skytterforeningernes Hold volt.